# Karl Ludwig Freiherr von und zu Guttenberg
Karl Ludwig Freiherr von und zu Guttenberg (22 de marzo de 1902 - 23/24 de abril de 1945) fue un miembro de la resistencia alemana antinazi. Fue ejecutado a consecuencia del fracaso del complot del 20 de julio para eliminar a Adolf Hitler.
La familia von Guttenberg tiene su origen en 1149 en Franconia (parte septentrional de Baviera) en el sur de Alemania. Karl Ludwig Freiherr von und zu Guttenberg estudió derecho e historia en Múnich, graduándose en 1929. Ese año se casó con Therese, Princesa de Schwarzenberg. Tuvieron dos hijas y un hijo varón.

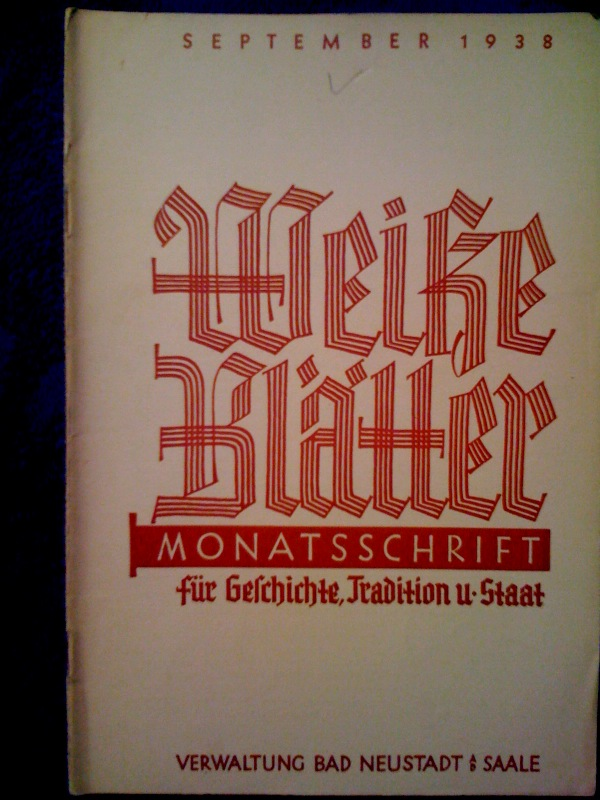
Portada de los Papeles Blancos de septiembre de 1938.

Karl Ludwig von Guttenberg era un monárquico católico que empezó a publicar los Papeles Blancos; Revistas de Historia, Tradición y Estado (anteriormente llamado Monarquía) en 1934. Entre sus autores estaban Reinhold Schneider, Jochen Klepper, Ulrich von Hassell y Werner Bergengruen. Los Papeles Blancos (en alemán: Weiße Blätter) pronto se convirtieron en un importante órgano y también un lugar de encuentro, ya que a través de sus editores había muchos y variados contactos de la oposición conservadora contra el régimen Nazi de Hitler. Karl Ludwig Freiherr von und zu Guttenberg fue el primero en presentar a Carl Goerdeler y Ulrich von Hassell en 1939.
En 1941, a von Guttenberg se le ordenó trabajar en contrainteligencia en la Oficina de Asuntos Exteriores en Berlín con la ayuda de Ludwig Beck. Ahí, von Guttenberg actuó a las órdenes del Almirante Wilhelm Canaris y perteneció al círculo social de Hans von Dohnanyi, Justus Delbrück y Hans Oster.
Tras el fracaso del intento de asesinato de Adolf Hitler el 20 de julio de 1944, von Guttenberg fue arrestado por la Gestapo e interrogado bajo tortura, aparentemente sin resultados; no reveló nombres de miembros de la resistencia.
En la noche del 23 al 24 de abril de 1945, Karl Ludwig von und zu Guttenberg fue asesinado por orden del jefe de la Gestapo Heinrich Müller.
El político y activista de la resistencia antinazi Karl Theodor Freiherr von und zu Guttenberg fue su sobrino y el hijo de este último, Enoch zu Guttenberg, fue director de orquesta y padre del político y empresario Karl-Theodor zu Guttenberg.